# Betsy Mitchell
Pour les articles homonymes, voir Mitchell.
Besty Mitchell, née le 15 janvier 1966 à Cincinnati, est une nageuse américaine.

## Palmarès

### Jeux olympiques
- Los Angeles 1984
  -  Médaille d'or en 4 × 100 m 4 nages (participation aux séries).
  -  Médaille d'argent en 100 m dos.
- Séoul 1988
  -  Médaille d'argent en 4 × 100 m 4 nages (participation aux séries)[1].

### Championnats du monde
- Championnats du monde de natation 1986
  -  Médaille d'or en 100 m dos.
  -  Médaille d'argent en 200 m dos.
  -  Médaille d'argent en 4 × 100 m nage libre.
  -  Médaille d'argent en 4 × 200 m nage libre.
  -  Médaille d'argent en 4 × 100 m 4 nages.